# Oswald Metzger

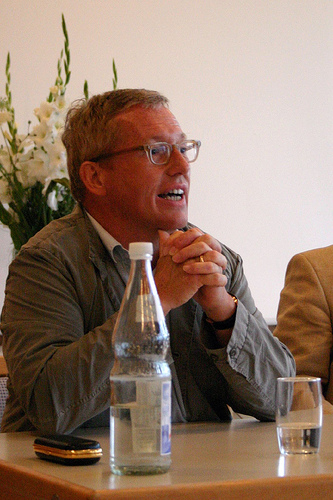
Oswald Metzger (2007)

Oswald Metzger (* 19. Dezember 1954 in Grabs, Schweiz) ist ein deutscher Politiker und Publizist. Er war von 1974 bis 1979 Mitglied der SPD und von 1987 bis 2007 Mitglied von Bündnis 90/Die Grünen. Für diese war er von 1994 bis 2002 Abgeordneter im Deutschen Bundestag sowie von 2006 bis 2008 im Landtag von Baden-Württemberg. Seit April 2008 ist er Mitglied der CDU.
Vom 1. September 2016 an war Metzger als Chefredakteur für das Online-Debattenmagazin The European tätig und verantwortete auch die quartalsweise erscheinende Printausgabe. Am 15. Februar 2018 wurde bekannt, dass Metzger künftig das Berliner Büro des Magazins Tichys Einblick leiten wird.

## Leben

### Ausbildung und Beruf
Metzger wuchs bei den Großeltern im oberschwäbischen Bad Schussenried auf. Seine Mutter war Hotelangestellte in Buchs (Kanton St. Gallen). Die Gymnasialzeit verbrachte Metzger im Bischöflichen Studienheim Regina Pacis in Leutkirch im Allgäu, am Johann-Vanotti-Gymnasium Ehingen sowie am Spohn-Gymnasium in Ravensburg.
Nach dem Abitur im Jahr 1975 in Ravensburg und Zivildienst im psychiatrischen Landeskrankenhaus Bad Schussenried begann er 1976 ein Studium der Rechtswissenschaften an der Eberhard Karls Universität Tübingen, das er 1982 ohne Abschluss beendete. Ende der Siebzigerjahre war er Mitherausgeber des linksalternativen Zeitungsprojektes Der Motzer. Von 1980 bis 1986 war er Inhaber eines Schreibbüros in Bad Schussenried. Von 1986 bis 1994 war er Landesgeschäftsführer der kommunalpolitischen Vereinigung Grüne/Alternative in den Räten von Baden-Württemberg mit Sitz in Stuttgart. Metzger kandidierte insgesamt dreimal vergeblich als Bürgermeister, zweimal in Bad Schussenried, wo er bis 2011 seinen Wohnsitz hatte, und einmal im Jahr 2010 in Ravensburg. Bei seiner zweiten Kandidatur scheiterte er am 19. Dezember 1993 im ersten Wahlgang mit 49,2 % knapp an der erforderlichen absoluten Mehrheit.

### Parteilaufbahn
Metzger war Mitglied in drei Parteien. Von 1974 bis 1979 gehörte er der SPD an.

#### Die Grünen
Im Jahr 1987 wurde Metzger Mitglied der Grünen.
Metzger befürwortete eine Koalition mit der CDU, die er als eine „Annäherung an die Herkunft der Grünen“ betrachtete, durch die seine Partei die „strukturelle Mehrheitsfähigkeit des deutschen Bürgertums“ hätte wiederherstellen können. Metzger war Mitglied der grün-schwarzen Pizza-Connection.
Während seiner Zeit als Bundestagsabgeordneter der Grünen kam es wiederholt zu Auseinandersetzungen mit seiner Partei, da sich Metzger dagegen verwahrte, seine Diäten durch Abgaben an die Partei zu schmälern. Er provozierte seine zahlreichen Gegner immer wieder mit neoliberalen Positionen, die er bevorzugt über die Medien kommunizierte und die von diesen teilweise als „extrem“ beschrieben wurden.
Die zunehmenden Differenzen zwischen Metzger und seiner Partei eskalierten im Vorfeld der Bundesdelegiertenkonferenz der Grünen in Nürnberg im November 2007. Metzger lehnte das vorgeschlagene Konzept eines bedingungslosen Grundeinkommens ebenso ab wie die vom Bundesvorstand der Grünen vorgebrachte Alternative eines bedarfsorientierten Grundsicherungsmodells. Er kündigte in Abhängigkeit von den Parteitagsbeschlüssen einen möglichen Übertritt zur CDU an. In diesem Zusammenhang äußerte er auch, dass viele Sozialhilfeempfänger ihren Lebenssinn darin sähen, „Kohlenhydrate oder Alkohol in sich hinein zu stopfen, vor dem Fernseher zu sitzen und das Gleiche den eigenen Kindern angedeihen zu lassen.“ Diese Äußerung wurde auch innerparteilich kritisiert. Von der Vorsitzenden der Bundestagsfraktion der Grünen, Renate Künast, wurde er zu einer „konsequenten Umsetzung seiner Rücktrittsgedanken“ aufgefordert. Metzger erwiderte, er fühle sich stigmatisiert, und er lehnte eine Zurücknahme seiner Äußerung ab. Es solle verhindert werden, dass „meine Kritik an den sozialpolitischen Vorstellungen des Bundesvorstands von den Delegierten in Nürnberg ernst genommen wird und somit zur Niederlage der Parteispitze beitragen könnte“.
Metzger trat schließlich am 27. November 2007 aus der Partei aus.

#### CDU
Am 25. März 2008 kündigte Metzger an, dass er in die CDU eintreten und sich bei der Bundestagswahl 2009 für diese im Wahlkreis Biberach um eine Kandidatur für das Direktmandat bemühen werde. Metzger hatte sein Vorhaben allerdings nicht mit der CDU abgestimmt. Franz Romer, dessen Bundestagsmandat Oswald Metzger übernehmen wollte, teilte einer Zeitung mit, er gehe von einer Ablehnung von Metzgers Aufnahmeantrag durch den örtlichen CDU-Kreisvorstand aus.
Im April 2008 wurde Metzger durch den CDU-Kreisverband Biberach in die CDU aufgenommen. Er trat am 1. Juli 2008 wie angekündigt als einer der Bewerber für das Direktmandat des Wahlkreises an, verlor jedoch in der entscheidenden Abstimmung gegen den Landwirt Josef Rief. Am 19. September 2008 bewarb er sich um die Kandidatur für das Direktmandat des Bodensee-Wahlkreises und verlor im dritten Wahlgang mit 327 von 689 gültigen Stimmen gegen Lothar Riebsamen. Nach seiner Niederlage erklärte er, er sei an der Animosität des Apparates gescheitert, nicht an seiner grünen Vergangenheit. Metzger stellte fest, seine härtesten Gegner seien Ulrich Müller und Andreas Schockenhoff. Metzger betonte, der Apparat wolle keine Konkurrenz, schon gar nicht jemanden, von dem er den Eindruck habe, dieser stehle ihm die Show. Es gehe um nichts anderes als Futterneid.
Bei der Nominierung des CDU-Direktkandidaten für die Bundestagswahl 2013 des Wahlkreises Ravensburg am 7. Juli 2012 schied Metzger im zweiten Wahlgang mit einem Ergebnis von 18,2 % (gegenüber Andreas Schockenhoff mit 39,6 % und Hans-Jörg Leonhardt mit 26,4 %) aus dem Wettbewerb um die Bundestagskandidatur aus.
Metzger war von Oktober 2011 bis Oktober 2013 stellvertretender Bundesvorsitzender der Mittelstands- und Wirtschaftsunion (MIT) der CDU. Im Oktober 2013 unterlag er bei der Wahl zum Bundesvorsitzenden der Mittelstandsunion dem CDU-Bundestagsabgeordneten Carsten Linnemann. Von Juni 2010 bis zum Jahr 2016 war Metzger stellvertretender Landesvorsitzender der MIT in Baden-Württemberg, letztmals wiedergewählt am 13. September 2014. Von Juli 2011 bis zum Jahr 2015 war Metzger auch als Beisitzer Mitglied im Landesvorstand der CDU Baden-Württemberg.

### Abgeordnetentätigkeit
Von 1980 bis 2002 gehörte Metzger als Mitglied der Unabhängigen Liste dem Gemeinderat von Bad Schussenried und von 1984 bis 1986 sowie von 1989 bis 2004 dem Kreistag von Biberach an. Dort war Metzger Mitglied der Fraktion des Ökologisch-Grünen Bündnisses, einer gemeinsamen Fraktion von Grünen und ÖDP.
In den Jahren 1994 bis 2002 war er Mitglied des Deutschen Bundestags. Er war Mitglied im Haushaltsausschuss und dort auch Obmann seiner Fraktion. In dieser Zeit erwarb er sich den Ruf eines Finanzexperten. Dabei setzte er sich insbesondere für Haushaltskonsolidierung und für ein stärkeres marktwirtschaftliches Profil der Grünen ein. So stellte er sich gegen einen Teil der Beschaffungen des Militärflugzeuges Airbus A400M, weil diese eben nur zu einem Teil (5,1 von 9,4 Milliarden Euro) vom Haushaltsausschuss des Bundestages bewilligt wurden. Da Verteidigungsminister Rudolf Scharping (SPD) seinen europäischen Partnern vertraglich höhere Bestellungen zugesichert hatte, forderte er dessen Rücktritt, obwohl Scharping wie er Mitglied derselben Regierungskoalition war. Er bezeichnete sich als „ordoliberalen Grünen“.
Nachdem Metzger 2002 in einer Kampfabstimmung um Platz 6 der baden-württembergischen Landesliste Cem Özdemir unterlegen war, verzichtete er auf eine weitere Kandidatur für den Bundestag. Auch 2005 scheiterte er damit, bei der vorgezogenen Bundestagswahl einen aussichtsreichen Listenplatz zu erlangen. Als nicht auf der Liste abgesicherter Direktkandidat erreichte er im Wahlkreis 293 (Biberach/Wangen) 14,0 % der Erststimmen.
Metzger kandidierte 2006 für den Landtag Baden-Württemberg. Er wurde vom Kreisverband der Grünen in Biberach einstimmig als Direktkandidat aufgestellt und erzielte 16,7 % für die Grünen, das zweitstärkste Ergebnis im Wahlkreis Biberach. Aufgrund des baden-württembergischen Personenwahlrechts konnte Metzger in den Landtag einziehen. In der Landtagsfraktion war Metzger finanzpolitischer Sprecher und neben Winfried Kretschmann Mitglied im Finanzausschuss des Landtags. Nach seinem Parteiaustritt legte Metzger am 8. Februar 2008 sein Landtagsmandat nieder. Für ihn rückte Eugen Schlachter nach.

### Sonstiges Engagement
Metzger kandidierte zur Wahl des Ravensburger Oberbürgermeisters am 14. März 2010. Im ersten Wahlgang landete er mit 29,1 % der Stimmen auf dem zweiten Platz hinter Daniel Rapp. Im zweiten Wahlgang am 28. März 2010 unterlag er mit 47 % der gültigen Stimmen.
Im Jahr 2002 machte sich Metzger als Vortragsredner selbstständig. Er hält regelmäßig Vorträge auf Messen und Kongressen, deren Tenor in den Medien als marktliberal beschrieben wird.
Seit seinem Ausscheiden aus dem Deutschen Bundestag bis Ende März 2005 war er Fellow der Bertelsmann Stiftung im Projekt Demografischer Wandel und erster „Distinguished Fellow“ des Deutschen Instituts für Wirtschaftsforschung (DIW) in Berlin.
Oswald Metzger ist Mitglied der Ludwig-Erhard-Stiftung und war von Juni 2014 bis November 2020 einer von drei stellvertretenden Vorsitzenden. Er war seit der Gründung 2003 bis Januar 2014 Mitglied des Konvents für Deutschland, seit Februar 2014 ist er für den Konvent in der Berliner Geschäftsstelle als „Geschäftsführender Sekretär“ hauptberuflich tätig.
Für die Initiative Neue Soziale Marktwirtschaft bloggte er regelmäßig alle zwei Wochen im INSM-Ökonomenblog.
Metzger arbeitet als freier Publizist. Er schrieb unter anderem regelmäßig für das Handelsblatt und unter dem Titel „Einspruch“ für die Fuldaer Zeitung.

### Privates
Oswald Metzger ist verheiratet und wohnt seit 2011 in Ravensburg.

## Politische Positionen
Nach eigener Aussage hat sich Metzger als Berufspolitiker „stets für die Grundprinzipien der marktwirtschaftlichen Ordnung eingesetzt: Freiheit, Wettbewerb und Subsidiarität“.
Metzger fordert einen einheitlichen Grenzsteuersatz (sog. Flat Tax) für alle Einkommensarten und erklärte dazu 2010, dass dieser zwischen 30 und 35 Prozent liegen solle und über einen umfassenden Subventionsabbau gegenzufinanzieren sei.

## Veröffentlichungen
- Einspruch! Wider den organisierten Staatsbankrott. Riemann, München 2003, ISBN 3-570-50047-0; Goldmann, München 2004, ISBN 3-442-15280-1
- Die verlogene Gesellschaft. Rowohlt, Berlin 2009, ISBN 978-3-87134-624-8